# Drag Race Germany

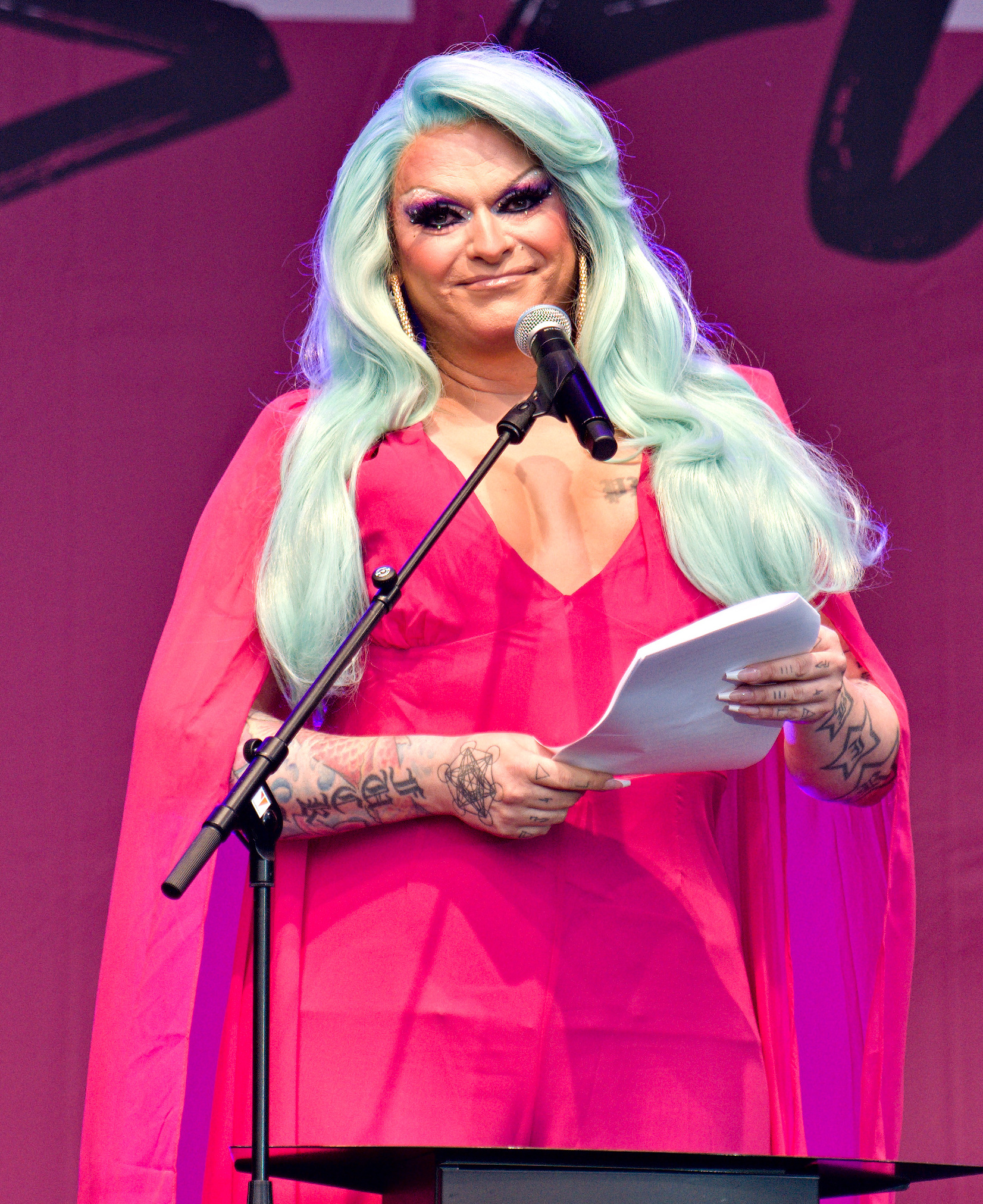
Moderatorin und Jurorin Barbie Breakout

Drag Race Germany ist ein deutscher Ableger der amerikanischen Realityshow RuPaul’s Drag Race, in der Dragqueens aus Deutschland, der Schweiz und Österreich  gegeneinander antreten. Die Show wird moderiert von der Dragqueen Barbie Breakout und dem Aktivisten Gianni Jovanovic, die zusammen mit der amerikanischen Modedesignerin Dianne Brill die Jury bilden. Die erste Staffel, die wie die mexikanischen und brasilianischen Editionen in Kolumbien gedreht wurde, erschien ab dem 5. September bis zum 21. November 2023 bei Paramount+.
Mit Pandora Nox hat zum ersten Mal in der Geschichte des Drag-Race-Franchises eine Cisgender-Frau gewonnen.

## Produktion
Drag Race Germany wurde am 9. August 2022 zusammen mit Ablegern für Mexiko und Brasilien durch einen jeweiligen Bewerbungsaufruf angekündigt. Wie bei diesen fand die Produktion nicht durch eine lokale Produktionsfirma, sondern durch das amerikanische World of Wonder, das für das gesamte Drag-Race-Franchise verantwortlich ist, in Kolumbien statt, wo Drag Race Germany als letzter der drei Ableger im Juli 2023 abgedreht wurde. Bereits im Dezember 2022 wurde angekündigt, dass sie jeweils beim nationalen Ableger von Paramount+ zu sehen sein werden, der in Deutschland im selben Monat startete. Anfang August 2023 wurde zunächst als Starttermin der 5. September bekanntgegeben sowie in den folgenden Wochen die Moderation und Jury, bestehend aus der Berliner Dragqueen Barbie Breakout und dem Kölner LGBTQ-Aktivisten Gianni Jovanovic, und die elf Kandidatinnen, zu denen trotz des Shownamens auch Dragqueens aus Österreich und der Schweiz gehören. Für eine Premierenfeier wurde die erste Episode vorab Ende August im Zoo Palast gezeigt.
Am 1. Februar 2024 wurde bekanntgegeben, dass es über Paramount+ aufgrund von Sparmaßnahmen des Streaminganbieters keine Fortsetzung der Show geben wird. Die bisher verfügbare erste Staffel wurde zudem aus den abrufbaren Inhalten entfernt. Ab diesem Zeitpunkt waren die Folgen dann auf dem eigenen Streamingdienst von World of Wonder erhältlich.

## Staffel 1

### Kandidatinnen

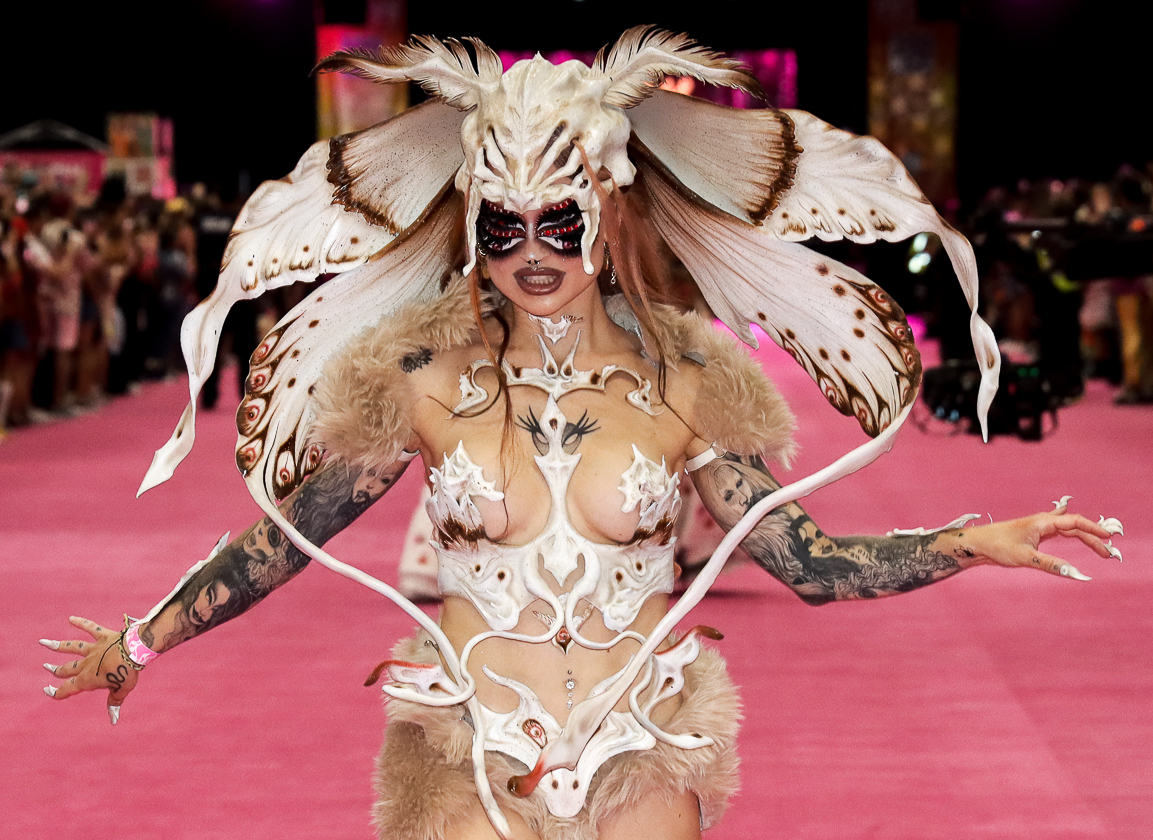
Pandora Nox, Gewinnerin der ersten Staffel von Drag Race Germany

| Teilnehmerin         | Alter | Heimatort         | Platzierung |
| -------------------- | ----- | ----------------- | ----------- |
| Pandora Nox          | 29    | Wien              | Gewinnerin  |
| Metamorkid           | 24    | Wien              | 2./3. Platz |
| Yvonne Nightstand    | 29    | Berlin            | 2./3. Platz |
| Kelly Heelton        | 41    | Wiesbaden         | 4. Platz    |
| Loreley Rivers       | 24    | Düsseldorf        | 5. Platz    |
| Victoria Shakespears | 29    | Basel             | 6. Platz    |
| Nikita Vegaz         | 38    | Berlin            | 7. Platz    |
| Tessa Testicle       | 25    | Basel             | 8. Platz    |
| LéLé Cocoon          | 23    | Frankfurt am Main | 9. Platz    |
| The Only Naomy       | 22    | Köln              | 10. Platz   |
| Barbie Q             | 25    | München           | 11. Platz   |

### Gastjuroren
- Folge 1: Shirin David (Rapperin)

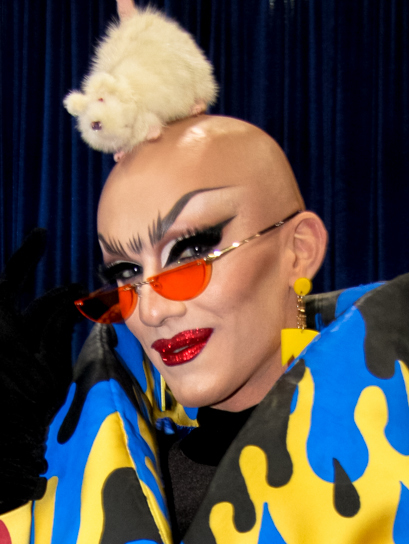
Die RuPaul’s Drag Race-Gewinnerin Sasha Velour beurteilte in Folge 10 als Gastjurorin die Teilnehmerinnen

- Folgen 3 und 5: Konstantinos Gkoumpetis (Fashion-Stylist)
- Folge 4: Denis Weckbach (Choreograph)
- Folge 6: Raffaela Zollo (YouTube-Persönlichkeit)
- Folge 7, 8 und 9: Estefania Elisa (TikTok-Persönlichkeit)
- Folge 10: Sasha Velour (Dragqueen, Gewinnerin der neunten Staffel RuPaul’s Drag Race)

### Lipsync-Duelle
Die Lipsync-Duelle finden am Ende jeder Folge in der Regel zwischen den schlechtesten Kandidatinnen der Folge statt, den „Bottoms“; die Gewinnerin bleibt im Wettbewerb, die Verliererin scheidet aus. In der neunten Folge sowie im Finale, der zwölften Folge, fand das Duell zwischen den zwei besten um den Sieg für die Folge statt, im Finale um den Gesamtsieg. Die elfte Folge war ein Reunion und hatte daher kein Lipsync-Duell.
| Folge | Kandidatinnen  | Kandidatinnen  | Kandidatinnen  | Kandidatinnen        | Kandidatinnen        | Kandidatinnen        | Lied                                       | Ausgeschieden        |
| ----- | -------------- | -------------- | -------------- | -------------------- | -------------------- | -------------------- | ------------------------------------------ | -------------------- |
| 1     | Tessa Testicle | Tessa Testicle | Tessa Testicle | Victoria Shakespears | Victoria Shakespears | Victoria Shakespears | Lieben wir (Shirin David)                  | Keine                |
| 2     | Barbie Q       | Barbie Q       | Barbie Q       | Victoria Shakespears | Victoria Shakespears | Victoria Shakespears | Break My Heart (Dua Lipa)                  | Barbie Q             |
| 3     | Tessa Testicle | Tessa Testicle | Tessa Testicle | The Only Naomy       | The Only Naomy       | The Only Naomy       | Holding Out for a Hero (Bonnie Tyler)      | The Only Naomy       |
| 4     | LéLé Cocoon    | LéLé Cocoon    | LéLé Cocoon    | Tessa Testicle       | Tessa Testicle       | Tessa Testicle       | About Damn Time (Lizzo)                    | LéLé Cocoon          |
| 5     | Pandora Nox    | Pandora Nox    | Pandora Nox    | Tessa Testicle       | Tessa Testicle       | Tessa Testicle       | Atemlos durch die Nacht (Helene Fischer)   | Tessa Testicle       |
| 6     | Loreley Rivers | Loreley Rivers | Nikita Vegaz   | Nikita Vegaz         | Victoria Shakespears | Victoria Shakespears | Flowers (Miley Cyrus)                      | Nikita Vegaz         |
| 7     | Loreley Rivers | Loreley Rivers | Loreley Rivers | Victoria Shakespears | Victoria Shakespears | Victoria Shakespears | Nobody’s Supposed to Be Here (Deborah Cox) | Victoria Shakespears |
| 8     | Loreley Rivers | Loreley Rivers | Loreley Rivers | Pandora Nox          | Pandora Nox          | Pandora Nox          | Chandelier (Sia)                           | Loreley Rivers       |
|       |                |                |                |                      |                      |                      |                                            | Gewonnen             |
| 9     | Metamorkid     | Metamorkid     | Metamorkid     | Yvonne Nightstand    | Yvonne Nightstand    | Yvonne Nightstand    | Rock Me Amadeus (Falco)                    | Metamorkid           |
|       |                |                |                |                      |                      |                      |                                            | Ausgeschieden        |
| 10    | Kelly Heelton  | Kelly Heelton  | Kelly Heelton  | Metamorkid           | Metamorkid           | Metamorkid           | Heart to Break (Kim Petras)                | Kelly Heelton        |
|       |                |                |                |                      |                      |                      |                                            | Gewonnen             |
| 12    | Metamorkid     | Metamorkid     | Pandora Nox    | Pandora Nox          | Yvonne Nightstand    | Yvonne Nightstand    | Rise Like a Phoenix (Conchita Wurst)       | Pandora Nox          |